# Dischalis leucomera
Dischalis leucomera là một loài bướm đêm trong họ Noctuidae.